# Europastraße 97
Die Europastraße 97 (E 97) erstreckt sich von Cherson (Ukraine) bis Aşkale (Türkei) über Russland und Georgien.

## Verlauf der E97
Die Europastraße 97 begann früher in der russischen Stadt Rostow am Don und folgte damit fast durchgängig der M25. Schließlich wurde der Beginn aber in die Ukraine nach Cherson verlegt. Von dort geht es über die Krim und die Krim-Brücke zum russischen Festland.
Nahe der Stadt Noworossijsk geht die Europastraße 115 ab. Die Europastraße 592 trifft bei Dschubga auf die E 97. Von dort aus geht es nach Sotschi am Schwarzen Meer entlang Richtung georgischer Grenze. Im georgischen Gebiet durchquert die Europastraße 97 zunächst Abchasien. Schließlich erreicht die E97 westlich von Senaki die Europastraße 70. Gemeinsam mit dieser überquert die E 97 die georgisch-türkische Grenze. Die Straße bleibt an der türkischen Schwarzmeerküste bis Trabzon. Dort zweigt die E 97 von der E 70 ab und führt in südlicher Richtung weiter, bis sie letztlich in Aşkale an der Europastraße 80 endet.